# Calloporina spinosa
Calloporina spinosa is een mosdiertjessoort uit de familie van de Microporellidae. De wetenschappelijke naam van de soort is voor het eerst geldig gepubliceerd in 2005 door Branch & Hayward.